# Leonor de Aragão, Rainha de Portugal
Leonor de Aragão (em catalão: Elionor d'Aragó  — 2 de maio de 1402, Toledo, 19 de fevereiro de 1445, — foi uma infanta aragonesa que viria a ser rainha de Portugal por casamento com o rei D. Duarte, e regente durante a menoridade do seu filho D. Afonso V.

## Vida
Era filha do rei Fernando I de Aragão com Leonor Urraca de Castela, condessa de Albuquerque. Pelo lado paterno, Leonor era neta de João I de Castela e de Leonor de Aragão; por via da mãe, era neta de Beatriz de Portugal Portanto, era uma mistura de sangue real português, castelhano e aragonês. Teve seis irmãos, entre os quais os reis aragoneses Afonso V e João II.
Foi regente após a morte do marido, mas acabou por ser afastada por ser estrangeira e haver forte desconfiança. Refugiou-se, então em Castela, em Toledo, onde faleceu em 1445. As circunstâncias de sua morte foram suspeitas. Ingeriu uma tisana e rapidamente sentiu-se indisposta. Em apenas uma hora seu corpo se cobriu de manchas e faleceu.
Repousa no Mosteiro da Batalha, ao lado do marido.

### Casamento
Em 1428, casou-se com o herdeiro do trono português D. Duarte. Foi seu irmão, D. Afonso V de Aragão, que tratou do contrato de casamento, já que seu pai havia falecido em 1415. O que pesou na decisão de Afonso V ao escolher D. Duarte como marido de sua irmã, foi o fato de Portugal ser o único reino peninsular que escapava ao controle dos infantes de Aragão. Ambicionava, assim, estabelecer uma sólida aliança entre Aragão, Navarra e Portugal.
As rainhas de Portugal contaram, desde muito cedo, com os rendimentos de bens, adquiridos na sua grande maioria por doação. D. Leonor recebeu como dote 30 florins de ouro de Aragão e, por hipoteca, Santarém, com todos os seus rendimentos. Recebeu ainda em doação Alvaiázere, Sintra e Torres Vedras.

## Regência
D. Leonor tornou-se rainha em 1433, em decorrência da morte do sogro, D. João I. A rainha deu à luz nove filhos, sendo quatro deles ainda antes de ser rainha. João foi o primogénito e morreu pouco tempo depois. Em seguida veio Filipa e, finalmente, Afonso. Ele foi o primeiro filho herdeiro dos reis que se chamou príncipe; até então, todos eram chamados de infantes primogénitos herdeiros. A última filha nasceu em 1439, cerca de seis meses após a morte de D. Duarte.
D. Duarte, em seu testamento, confiou a regência do Reino à sua esposa até que seu sucessor, D. Afonso, atingisse 14 anos. D. Leonor passou a assinar os atos régios com a expressão "a triste Rainha". As Cortes de Torres Novas de 1438, levantaram diversos argumentos para colocar a soberana de lado, dentre eles o de que o rei não podia ficar sob a guarda de uma mulher (ainda mais estrangeira), pois cresceria fraco e efeminado. A solução foi apresentada pelo infante Henrique, com uma proposta conhecida como «Regimento do Reino de 1438». A rainha percebeu a insatisfação em que o reino se encontrava e aceitou partilhar o poder real com o cunhado D. Pedro: ela ficaria com a criação dos infantes e com o governo e administração da Fazenda Real enquanto o cunhado ficaria com o regimento da justiça. Porém, tal medida não se mostrou eficaz.

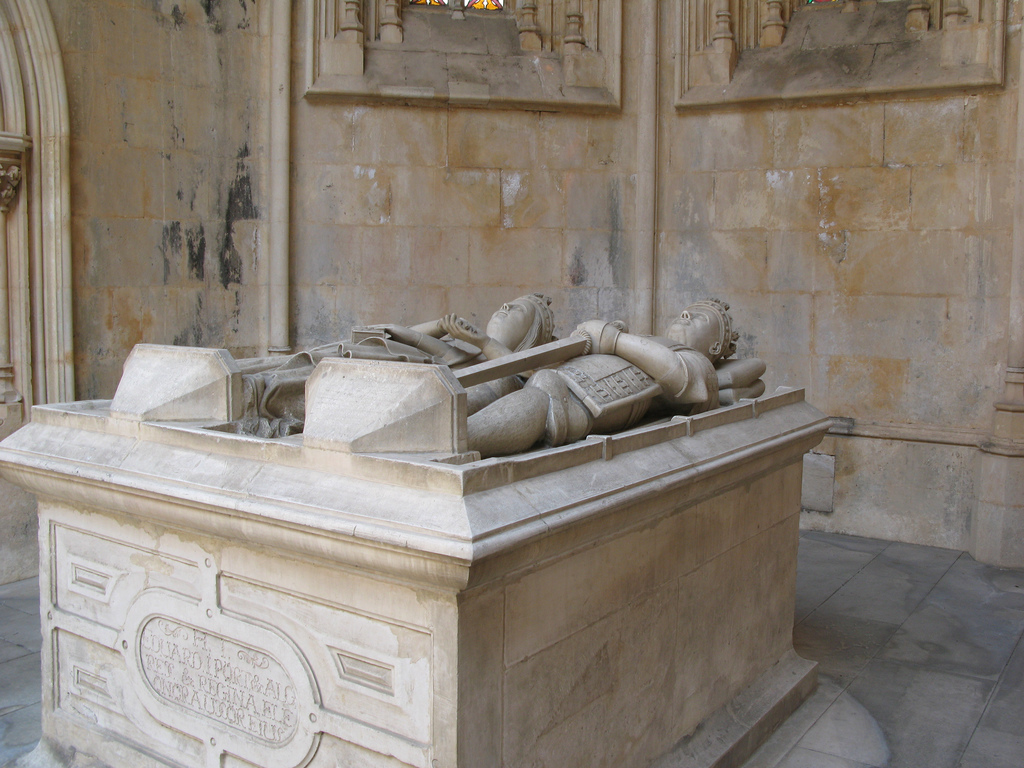
Túmulo de Leonor e Duarte no Mosteiro da Batalha.

Nas cortes de Lisboa de 1439, a regência foi entregue somente ao infante Pedro. D. Leonor tentou resistir, mas com os concelhos e grande parte da nobreza contra ela, foi obrigada a entregar seu cargo e a criação de Afonso ao infante Pedro, o qual achavam que tinha mais direitos para exercer a regência. Leonor, ainda em Sintra, enviou uma mensagem aos irmãos de Aragão, pedindo-lhes ajuda. Estes não quiseram intervir diretamente e enviaram uma embaixada reclamando que fossem cumpridas as determinações das Cortes de Lisboa de 1439. Não obtendo êxito D. Leonor partiu para Almeirim, o que desagradou D. Pedro. Sentindo-se insegura, a rainha resolveu fugir. Partiu, em 1440, para o Crato com uma pequena comitiva, levando consigo algumas jóias que lhe restavam e sua filha Joana, que ainda estava em período de amamentação. Nessa altura, sai de Lisboa D. Álvaro Vaz de Almada, com gente de armas, artilharias e provisões, para tomar o castelo de Amieira e do referido Crato, em posse do prior do Crato que a tinha apoiado e a guardava.
Acabou por refugiar-se em Castela, onde veio a morrer.

## Descendência
Do seu casamento com D. Duarte, Leonor de Aragão teve nove filhos:
- D. João de Portugal (1429-1433), morreu jovem
- D. Filipa de Portugal (1430-1439), morreu jovem
- D. Afonso V de Portugal (1432-1481), sucessor do pai no trono português
- D. Maria de Portugal (nascida e morta em 1432)
- D. Fernando de Portugal, Duque de Viseu (1433-1470), pai do rei D. Manuel I de Portugal
- D. Leonor de Portugal (1434-1467), casou com Frederico III, Sacro Imperador Romano-Germânico
- D. Duarte de Portugal (nascido e morto em 1435)
- D. Catarina de Portugal (1436-1463)
- D. Joana de Portugal (1439-1475), casou com o rei Henrique IV de Castela e foi mãe de Joana a Beltraneja ou a Excelente Senhora